# Enizçakırı
Enizçakırı ist ein Ortsteil (Mahalle) im Landkreis Kozan der türkischen Provinz Adana mit 290 Einwohnern (Stand: Ende 2024). Im Jahr 2011 zählte der Ort 387 Einwohner.